# Queijo coalho

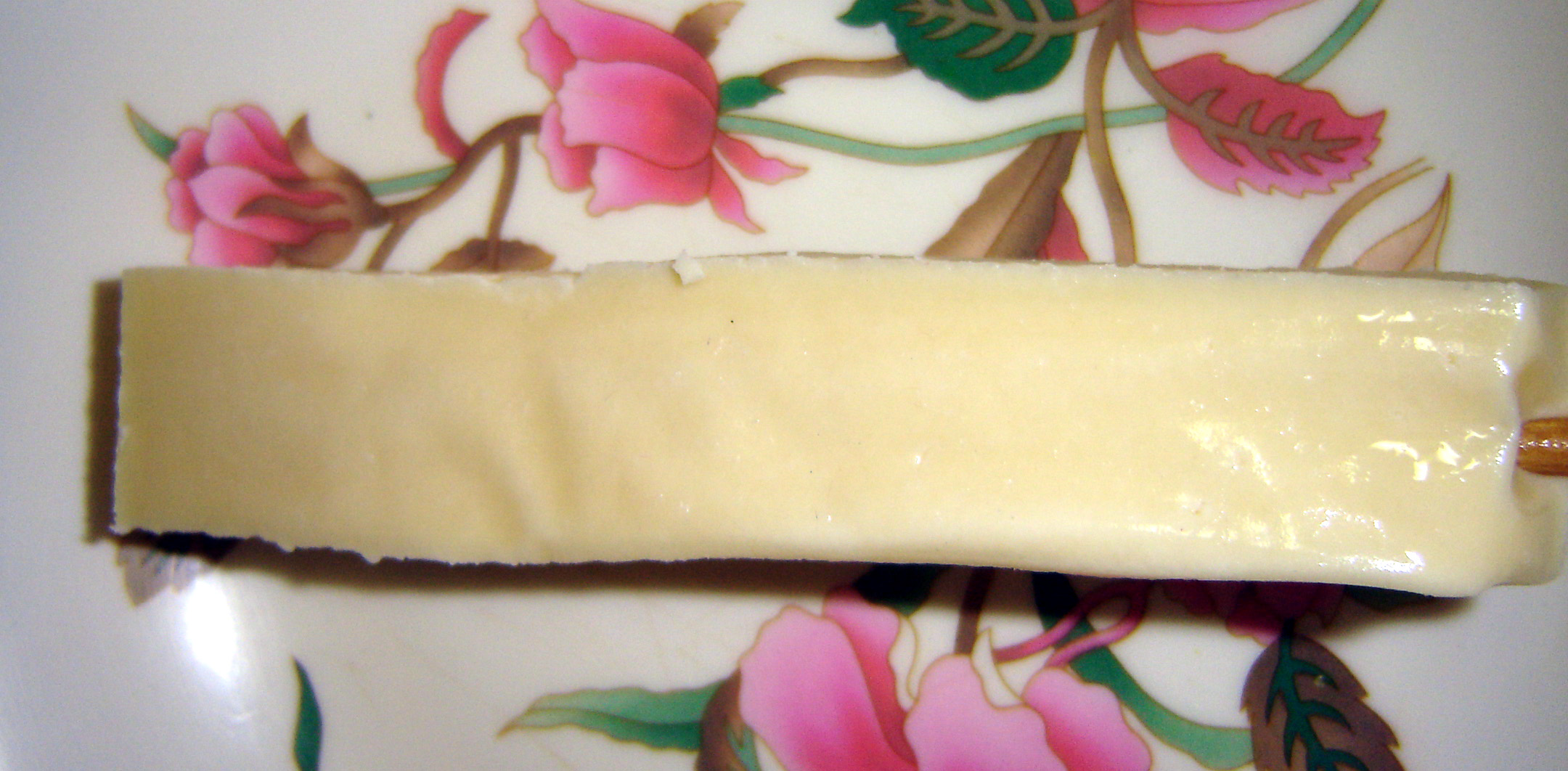
Gegrilde queijo coalho.

Queijo de coalho is een harde maar lichte kaas die wordt gemaakt in het noordoosten van Brazilië. De stremselkaas is stevig, maar licht en maakt soms een piepend geluid wanneer je erop bijt.
De kaas is gegrild te koop op het strand op een stokje, zoals een ijsje en wordt ook vaak gegeten op barbecues.